# David Edward Jackson
David Edward Jackson (1788–1837), conocido como Davey Jackson, fue un trampero, comerciante de pieles, pionero explorador estadounidense.
Pasó sus primeros años al oeste de las montañas Shenandoah, en lo que entonces era parte de Virginia y hoy se encuentra ahora en Virginia Occidental. Nació en el condado de Randolph, y sus padres, Edward y Elizabeth Jackson, pronto trasladaron la familia hacia el oeste hasta el condado de Lewis, en la meseta de Cumberland.
David fue uno de los que contribuyó a abrir la ruta de Oregón, habiendo explorado muchos valles relacionados con esa ruta en su vida como trampero. En 1826 Jackson compró una participación mayoritaria en una compañía peletera que ya tenía tres años de existencia, la Rocky Mountain Fur Company. Junto con varios socios, prosperó mientras las pieles de castor fueron abundantes. Luego, las poblaciones de castor comenzaron un declive rápido hacia 1833, probablemente por sobreexplotación.

El valle de Jackson Hole, en Wyoming, honra su memoria. Fue también tío del célebre general de la Guerra Civil, Thomas "Stonewall" Jackson. [cita requerida]